# Маслов, Валерий Константинович
Валерий Константинович Маслов (род. 21 января 1941 года, Архангельск) — советский и российский учёный-метролог, доктор технических наук, профессор.

## Биография
Окончил Ростовский-на-Дону машиностроительный институт (1963), по специальности «Приборы точной механики». Аспирантуру Института проблем передачи информации АН СССР (1972). Доктор технических наук (1987) по теме «Томографические методы измерения параметров волновых полей». Профессор (1992) — «Применение вычислительной техники, математического моделирования и математических методов в научных исследованиях». Действительный член Метрологической Академии РФ (1992).
Старший инженер, ведущий конструктор, начальник сектора (1972—1977); начальник Научно-технического Отделения гидроакустики ВНИИФТРИ (1977—1980); начальник отдела (1980—1985); начальник Отделения (1986—1987); заместитель начальника по научной работе ГМЦГИ ВНИИФТРИ (1989—1995); начальник лаборатории (1995—2005), главный научный сотрудник (с 2005 года по настоящее время).
Основные работы в области измерений параметров гидроакустических и гидрофизических волновых полей, моделирования интеллектуальных компьютерных измерительных систем, томографии и распознавания образов, создания эталонной базы страны нового поколения, помехоустойчивых методов и средств гидроакустических измерений. Основал научную школу гидроакустиков-метрологов по созданию методов нового научного направления в области высокоточных измерений параметров пространственно-частотной структуры гидроакустических гидрофизических полей, основанных на фундаментальном принципе томографии.
Является заместителем председателя Координационного научно-технического совета Госстандарта РФ по проблеме обеспечения единства и достоверности гидроакустических измерений в стране, членом Совета по гидроакустике при президиуме РАН, членом межведомственного экспертного Совета РАН, судостроительной промышленности, Военно-Морского Флота и Госстандарта по одной из важных оборонных проблем.

## Научная деятельность
Основал научную школу гидроакустиков-метрологов по созданию методов нового научного направления в области высокоточных измерений параметров пространственно-частотной структуры гидроакустических и гидрофизических полей, основанных на фундаментальном принципе томографии.
Автор более 230 научных работ в отечественных и зарубежных изданиях, 127 изобретений. Монографий: «Опознавание образов» (Москва, «Наука», 1971); «Современные методы анализа и обработки информации в физико-технических измерениях характеристик структуры объектов, сред, полей» (в книге «Современные метрологические проблемы физико-технических измерений», Москва, «Стандарты», 1988); «Mathematical models and algorithms of tomographic synthesis of wave fields and inhomogeneous media» (Mathematical monographs. Volume 81, N-Y, 1990), «Современные технологии анализа и обработки информации в физико-технических измерениях, Менделеево, (2010)».

## Награды и звания
Награждён медалью «За заслуги в стандартизации» (№ 20034. 1980 г.). Имеет почётное звание «Заслуженный метролог Российской Федерации» (18 июня 2001 г., З№ 13498), медалью «300 лет Российскому Флоту» (А № 0965797, 1996 г.), медалью «Столетие подводных сил России» (№ 2, 2005 г.), медалью «75 лет Северному флоту»(30.12.2007 г.), грамотой за большой вклад в развитие Военно-Морского Флота и высокие достижения в труде (2005 г.).